# Ranunculus sieboldii
Ranunculus sieboldii Miq. – gatunek rośliny z rodziny jaskrowatych (Ranunculaceae Juss.). Występuje naturalnie w Japonii, Chinach, na Tajwanie oraz w Wietnamie. 

## Morfologia
PokrójBylina o lekko owłosionych pędach. Dorasta do 8–50 cm wysokości.
LiścieW zarysie mają owalny kształt, złożone z romboidalnych segmentów. Mierzą 1,5–5,5 cm długości oraz 2,5–7 cm szerokości. Ogonek liściowy jest lekko owłosiony i ma 2,5–14 cm długości.
KwiatySą pojedyncze. Pojawiają się w kątach pędów. Mają żółtą barwę. Dorastają do 9–18 mm średnicy. Mają 5 owalnych działek kielicha, które dorastają do 4–6 mm długości. Mają 5 odwrotnie owalnych lub eliptycznych płatków o długości 5–9 mm.
OwoceNagie niełupki o odwrotnie owalnym kształcie i długości 3–4 mm. Tworzą owoc zbiorowy – wieloniełupkę o prawie kulistym kształcie i dorastającą do 8–10 mm długości.

## Biologia i ekologia
Rośnie na łąkach i w zaroślach. Występuje na wysokości do 2500 m n.p.m. Kwitnie od marca do października. 